# Monticola sharpei
Il codirossone di foresta (Monticola sharpei (G.R.Gray, 1871)) è un uccello passeriforme della famiglia Muscicapidae, endemico del Madagascar.

## Tassonomia
Sono note quattro sottospecie:
- M. s. bensoni (Farkas, 1971) (in precedenza considerata una specie a sé stante, M. bensoni)
- M. s. erythronotus  (Lavauden, 1929) (in precedenza considerata una specie a sé stante, M. erythronotus)
- M. s. sharpei  (Gray, GR, 1871)
- M. s. salomonseni  (Farkas, 1973)

## Distribuzione e habitat
È una specie endemica del Madagascar. La sottospecie nominale (M. s. sharpei) è comune nella regione del fiume Sambirano, nel nord-ovest dell'isola, ed è presente anche nei lembi relitti di foresta della regione degli altipiani centrali. La sottospecie M. s. bensoni è diffusa nella parte sudoccidentale dell'isola.
L'areale della sottospecie M. s. erythronotus è ristretto al massiccio della Montagna d'Ambra, nell'estremo nord.